# Stu Inman
Stuart Kirk "Stu" Inman (Alameda, California, 2 de agosto de 1926-Lake Oswego, Oregón, 30 de enero de 2007) fue un jugador, entrenador y dirigente de baloncesto estadounidense que entrenó durante una temporada de forma interina a los Portland Trail Blazers de la NBA.

## Trayectoria deportiva

### Universidad
Jugó durante cuatro temporadas en los Spartans de la Universidad Estatal de San Jose, con los que llegó a disputar en 1948 y 1949 el torneo de la NAIA. Logró el récord de anotación de la universidad en una temporada, logrando 521 puntos, que se mantuvo durante 34 años, y el de mayor anotación a lo largo de una carrera, con 1.504, que se mantuvo durante 38.

### Entrenador y dirigente deportivo
Fue elegido en la sexagésimo tercera posición del Draft de la NBA de 1950 por Chicago Stags, pero nunca llegó a jugar como profesional. Decidió hacer la carrera de entrenador, comenzando en 1950 en el Madera High School, de donde pasó a otros institutos y universidades menores, hasta que en 1957 aceptó el puesto de entrenador asistente en su alma mater, San José. En 1960 accedió al puesto de entrenador principal, permaneciendo 6 temporadas en el mismo, en las que logró 77 victorias y 68 derrotas.
En 1970 fue contratado como jefe de ojeadores por la nueva franquicia de la NBA de los Portland Trail Blazers, convirtiéndose posteriormente en vicepresidente de personal del equipo. Fue el responsable de la elección en el draft de Bill Walton, Geoff Petrie, Larry Steele, Lloyd Neal, Lionel Hollins, Bob Gross, Wally Walker y Johnny Davis entre otros, fichando además a Dave Twardzik después de que la American Basketball Association desapareciera, y eligió a Maurice Lucas en el draft de dispersión de la ABA.En 1981 fue ascendido a general manager de los Blazers, puesto que ocupó hasta enero de 1986. Pero desafortunadamente para él, se le recordará por la fallida elección de Sam Bowie en el Draft de la NBA de 1984, dejando pasar la posibilidad de elegir a Michael Jordan.
Mediada la temporada 1971-72, sustituyó en el puesto de entrenador de los Blazers al destituido Rolland Todd, logrando 6 victorias y 20 derrotas. Posteriormente, entre 1986 y 1994 realizó labores de despacho para los Milwaukee Bucks, Miami Heat y Dallas Mavericks. En sus últimos años de vida fue entrenador voluntario en el instituto de Lake Oswego.

## Estadísticas
| Equipo                 | Temp.   | P  | V | D  | %V-D | Finalizó | PP | VP | DP | %V-DP | Resultado |
| ---------------------- | ------- | -- | - | -- | ---- | -------- | -- | -- | -- | ----- | --------- |
| Portland Trail Blazers | 1971-72 | 26 | 6 | 20 | .231 |          |    |    |    |       |           |
| Total                  |         | 26 | 6 | 20 | .231 |          |    |    |    |       |           |